# 木俣守盈
木俣 守盈（きまた もりみつ）は、江戸時代近江彦根藩執権職。木俣清左衛門家の第5代当主。

## 家系
木俣清左衛門家は、徳川家康の家臣で井伊直政に与力として付けられ、後に、彦根藩井伊家の筆頭家老となった木俣守勝に始まる家。
代々の当主は、「土佐」「清左衛門」を通称とし筆頭家老を務めた。特に、3代守明、5代守盈、10代守彝は執権職（幕政では大老に相当）に就いている。知行高は1万石。
12代畏三が、明治33年（1900年）に男爵に叙されている。

## 生涯
延宝5年（1677年）、彦根藩家老で、木俣清左衛門家嫡男の守長の子として生まれる。元禄7年（1694年）、部屋住みながら家老となり、藩主直興に仕えた。
宝永7年（1710年）11月、父守長の隠居により家督を相続し筆頭家老となる。享保3年（1718年）執権職となり若年の藩主直惟を補佐した。
享保19年（1734年）9月10日卒。

## 連歌
享保17年（1732年）正月に藩主直惟が瑞夢を見て詠んだ連歌。
朝日影くはつと目に立つは門の松（直惟）
長閑に聞ゆ鶴の聲（守盈）